# لاري العزوني
لاري العزوني (بالفرنسية: Larry Francis Abdel Azouni)‏ (مواليد 23 مارس 1994, في مارسيليا) هو لاعب كرة قدم تونسي يلعب كلاعب وسط مدافع في الترجي الترجي التونسي.

## روابط خارجية
- لاري العزوني على موقع الاتحاد الأوربي (الإنجليزية)
- لاري العزوني على موقع رابطة كرة القدم الفرنسية للمحترفين (الإنجليزية)
- لاري العزوني على موقع قاعدة بيانات كرة القدم.إي يو (الإنجليزية)
- لاري العزوني على موقع ليكيب (الفرنسية)
- لاري العزوني على موقع ناشيونال فوتبول تيمز (الإنجليزية)
- لاري العزوني على موقع Soccerway.com (الإنجليزية)
- لاري العزوني على موقع AS.com (الإسبانية)

- صفحة اللاعب على يوروسبورت
- صفحة اللاعب على موقع الاتحاد الفرنسي لكرة القدم